# Tricholoma caligatum
Tricholoma caligatum är en svampart som först beskrevs av Domenico Viviani, och fick sitt nu gällande namn av Ricken 1914. Tricholoma caligatum ingår i släktet musseroner och familjen Tricholomataceae.  Artens status i Sverige är: Ej påträffad. Inga underarter finns listade i Catalogue of Life.

## Bildgalleri

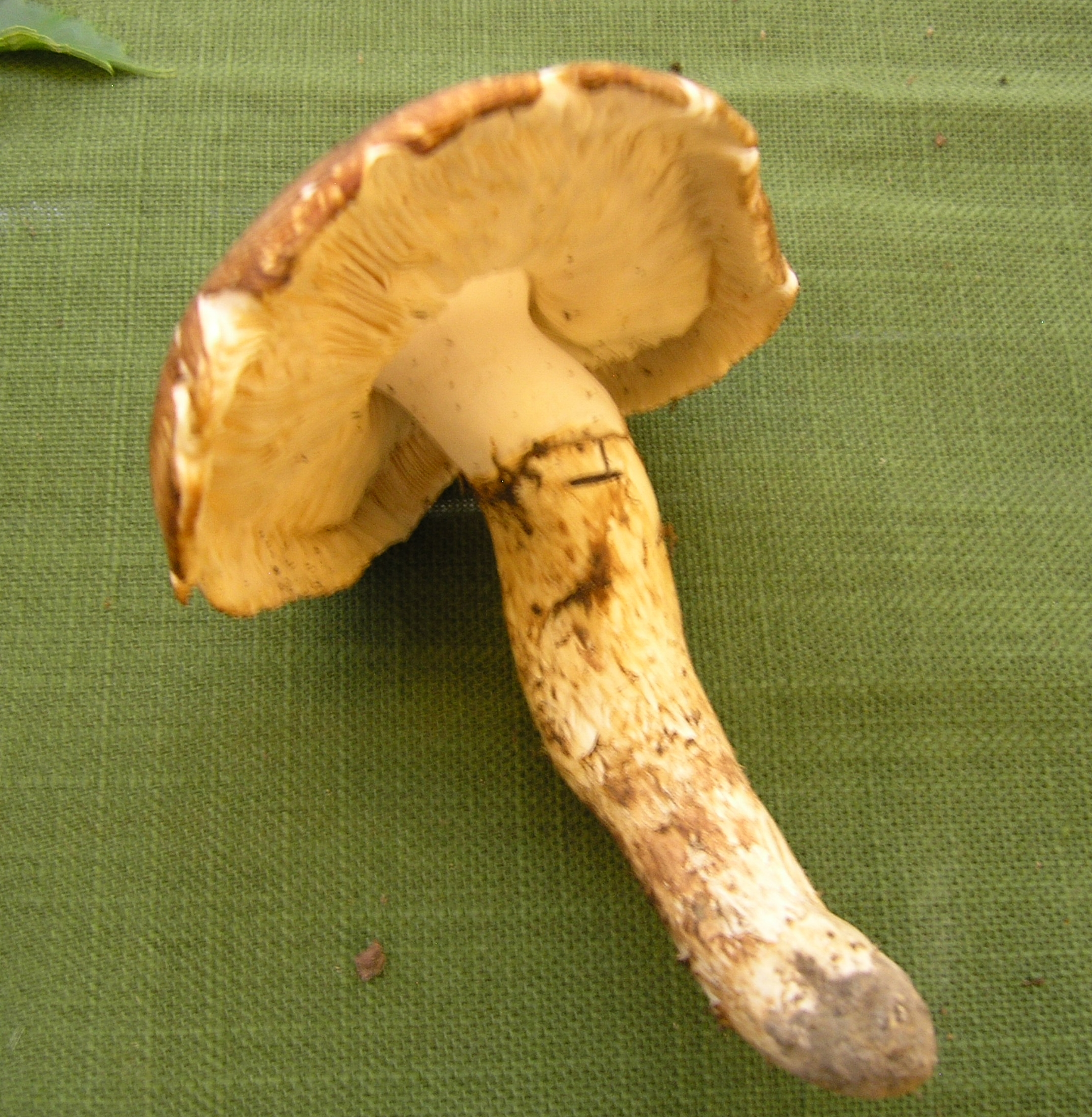
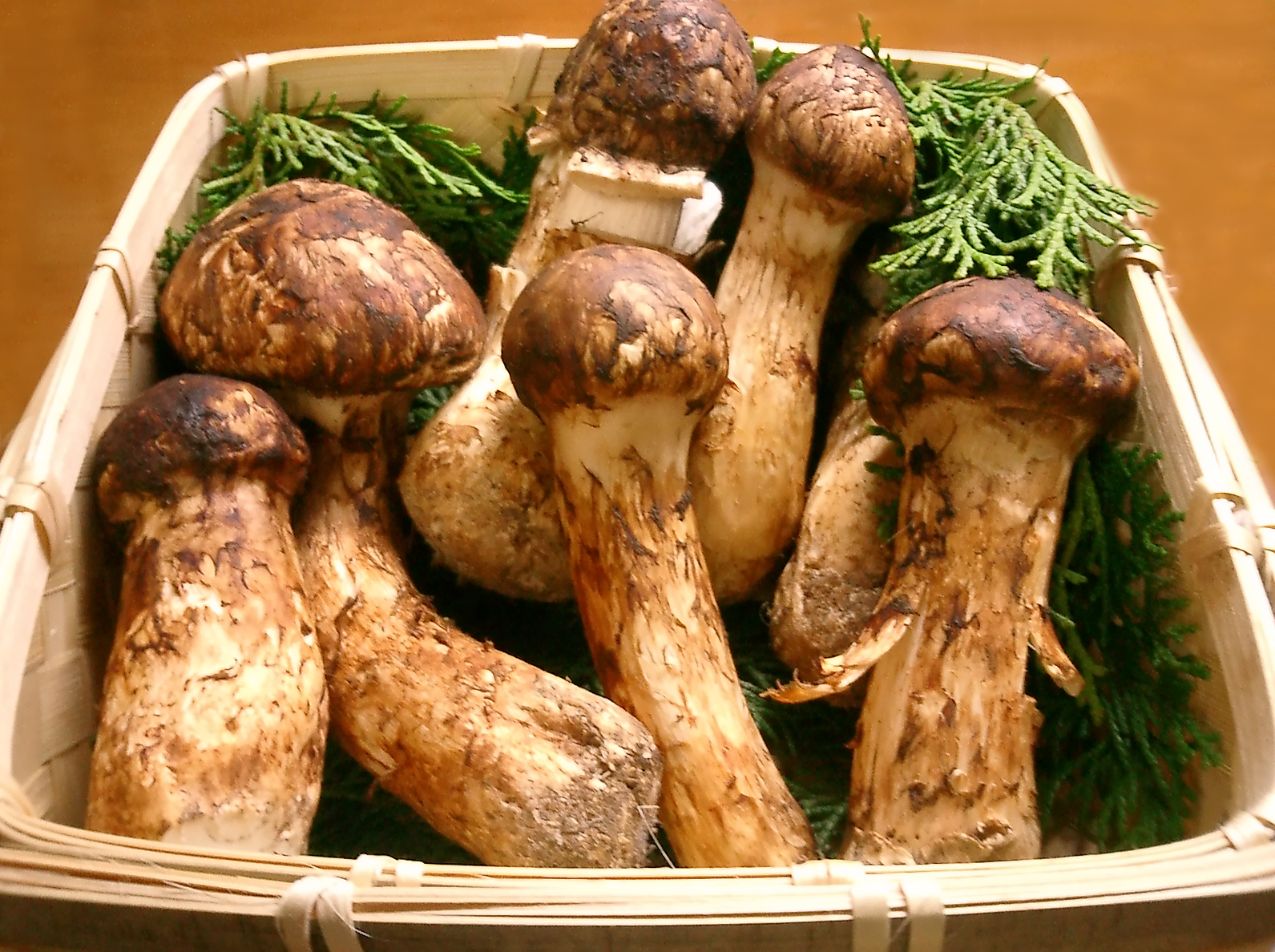